# Raitenau (Adelsgeschlecht)

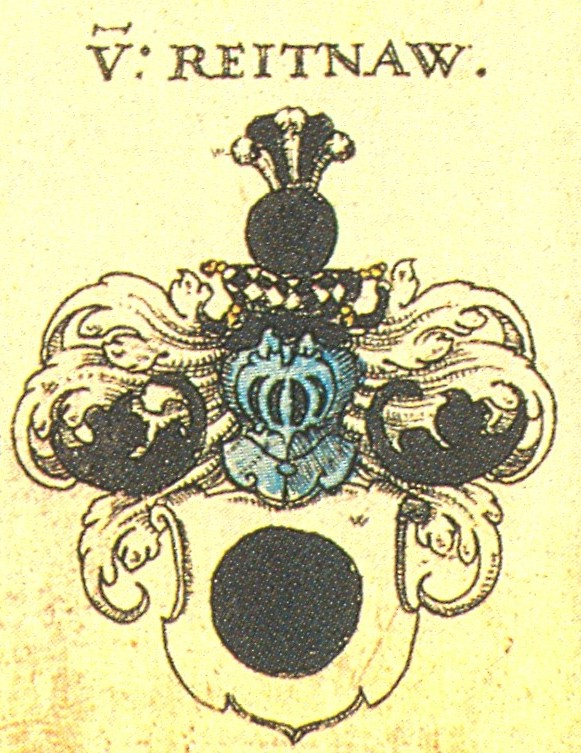
Wappen derer von Reitnaw in Siebmachers Wappenbuch von 1605

Raitenau ist der Name eines süddeutschen Adelsgeschlechts, das vom 14. bis ins 17. Jahrhundert im Bodenseeraum angesiedelt war.

## Geschichte der Herren und Grafen von Raitenau
Die Raitenauer sollen ursprünglich in der Herrschaft Lenzburg auf einer Burg mit ihrem Namen sowie in Chur angesiedelt gewesen sein. Seit 1325 sind die Raitenaus in Vorder-Raitenau (auch: Unter-Raitenau) im Allgäu in der Nähe von Lindau nachgewiesen.
Die Raitenaus verkauften 1376 ihre Wasserburg Unter-Raitenau an Hans Hübschlin, einen Patrizier aus Ravensburg. In der Folge sind Raitenauer in Diensten der Klöster St. Gallen und Lindau, der Grafen von Montfort und der Habsburger. Seit dem 15. Jahrhundert besaßen sie die Burg Ober-Lochau und auch die alte Burg Hofen. Ihr Erbbegräbnis hatte die Familie seit 1380 im Kloster Langnau bei Tettnang. Ohne dass die Stammfolge abgesichert ist, sind im 15. und frühen 16. Jahrhundert weitere Raitenauer berühmt: Werner war 1416–1435 Abt der Benediktinerabtei Pfäfers im Kanton St. Gallen, Friedrich 1445–1478 in gleicher Funktion. Vier Familienangehörige waren Äbtissinnen im Kloster Cazis im Hinterrheintal: Hildegard, ca. 1400–1438, Margareta, 1486–1508, Clara, 1508–1525, Scholastica, 1525–1537.
Hans Werner I.  war Mitglied der Rittervereinigung zum St. Jörgenschild im Hegau, Allgäu und Bodensee und Vogt zu Hohentann bei Kempten. Sein Sohn Hans Jakob, in Chur gesessen (1534), war vermutlich Bürgermeister von Chur. Hans Rudolf von Raitenau war von 1507 bis 1523 Fürstabt des Klosters Kempten. Hans Werner II. war ebenfalls Vogt zu Hohentann, dann auch zu Neuburg am Rhein, 1530 wurde er durch König Ferdinand I. mit der Burg Hofen belehnt.
Hans Gaudenz von Raitenau erhielt 1562 die Burg Hofen als Österreichisches Lehen und ließ an dieser Stelle in den Jahren 1584/85 das Schloss Hofen in Lochau bauen. Hans Gaudenz war Rat und Vogt zu Augsburg, Vogt der Herrschaften Bregenz und Hohenegg, Bregenzer Oberstadthauptmann, Oberst über das Tirolerische Regiment, Kaiserlicher Rat und Oberhofmeister. Wolf Dietrich von Raitenau (1559–1617), der spätere Erzbischof von Salzburg (1587–1612), wurde vermutlich auf Schloss Hofen geboren.
Der Sohn des Hans Gaudenz, Hans Werner V., war Obervogt zu Bregenz und ließ die Burg erweitern. Dessen älterer Bruder, Hans Werner III., hatte bei der Erbteilung den Hof zu Lochau u. a. m. als St. Gallisches Lehen bekommen. Durch seine Heirat 1558 mit Helena von Hohenems schuf er die Voraussetzungen für den gesellschaftlichen Aufstieg seiner Familie. Die Hohenemser waren mit den Medici von Mailand verschwägert und konnten in ihrer Familie einen Papst, und zwar Gian Angelo, der spätere Papst Pius IV., aufweisen. Durch diesen finanziellen Rückhalt konnte Hans Werner III. 1568 das Schloss Langenstein mit dem Dorf Orsingen dem Hans Wilhelm von Knöringen abkaufen. Das alte Schloss wurde tiefgreifend umgebaut, sodass nur der alte Bergfried stehen blieb. Helena von Hohenems leitete den Umbau, da ihr Mann sein Leben auf diplomatischen Missionen und im Kriegsdienst fernab der Familie führte. Hans Werner III. wurde Kaiserlicher Rat und Oberst über zehn Fähnlein deutscher Knecht (1569), die Kaiser Maximilian II. mit der Schicklichkeit, Kriegserfahrenheit und den treuen Diensten des Hans Werner begründete. 
Dieses Regiment bestand aus 3- bis 4 000 Mann mit zehn Hauptleuten. 1584 nahm er Abschied von kaiserlichen Diensten und erhielt 1589 als Geschenk eine goldene Kette durch Erzherzog Ferdinand. Nach der Wahl seines ältesten Sohnes zum Fürsterzbischof von Salzburg wird sich Hans Werner zumeist in Salzburg aufgehalten haben, bei der Inthronisation am 19. Oktober 1587 war er anwesend. 
Im Herbst 1592 zog er mit seinen Söhnen Jakob Hannibal und Hans Ullrich II. gegen die Türken in den Krieg. Sein Sohn Jakob Hannibal führte das Kommando über ein vom Erzbistum Salzburg aufgestelltes Regiment. 1593 starb der nun 68-jährige Hans Werner in Szombor in Kroatien; sein Leichnam wurde nach Salzburg überführt und in der Stiftskirche St. Peter begraben.
Wolf Dietrich von Raitenau zahlte die übrigen an der Herrschaft Langenstein Erbberechtigten aus; im Jahre 1594 kaufte er noch das Dorf Volkertshausen und 1595 Schloss und Dorf Eigeltingen. Den Besitz ließ er seinen Bruder Jakob Hannibal verwalten bzw. er schenkte ihm später diese Besitzungen mit der Auflage einer Primogenitur. Jakob Hannibal lebte zuerst in Salzburg und zog erst 1600 nach Langenstein um. Durch seinen aufwändigen Lebensstil, den er sich eigentlich nicht leisten konnte, häufte er einen Schuldenberg von 40- bis 58-Tausend Gulden auf, den dann seine Nachfolger abtragen mussten. Neben der Herrschaft Langenstein erwarb Jakob Hannibal die Burg Hohenkrähen mit den Dörfern Duchtlingen und Schlatt unter Krähen, und für kurze Zeit auch das Dorf Mauenheim. Schlatt hatte er als freies Eigen von Hans Ludwig von Bodmann erworben. Nach seinem Tod († 13. Juli 1611) wurde er in der Kirche von Orsingen begraben. 
Da er ohne Kinder verstarb, ging das Erbe an seine drei Brüder, Hans Ulrich II., Hans Werner IV. und Hans Rudolf. 1615 wurde Hans Rudolf die Herrschaft Langenstein von seinen Brüdern, die als Johanniterordenskomtur bzw. als Deutschordenskomtur keine Familien gründen konnten, übertragen. Bereits 1600 wurde er von Fürsterzbischof Wolf Dietrich zum Vicedom von Friesach ernannt, Wolf Dietrich unterstützte ihn auch beim Erwerb der Kärntner Herrschaft Gmünd. 
Da Hans Werner IV. sich sehr häufig in Langenstein aufhielt, übertrug ihm Hans Rudolf die Verwaltung der schwäbischen Besitzungen der Familie Raitenau.
1632 wurden die von Raitenau von Kaiser Ferdinand II. in den Grafenstand erhoben. Hans Rudolf verstarb mit 58 Jahren am 3. Mai 1633 und wurde zu Gmünd begraben. Hans Werner IV. wollte schon 1636 die Verwaltung von Langenstein aufgeben, musste sie aber bis zu seinem Tod am 25. Januar 1647 wahrnehmen. Er starb in seinem Haus in Konstanz, dem sogenannten Bündrichshof oder Lanzenhof, und wurde zu Orsingen begraben. 
Wolf Dietrich II. blieb nach dem Tod seiner Onkel und Brüder der einzige Erbe. 1637 verfasste er sein Testament und wenige Monate vor seinem Tod bereitete er den Verkauf der Herrschaft Gmünd an Paris Lodron vor. Am 6. Juni 1639 verstarb Wolf Dietrich II. auf seinem Kärntner Wohnsitz, dem Schloss Rosegg; er wurde in der Pfarrkirche zu Gmünd bestattet.
Der letzte Nachkömmling im Mannesstamm war Rudolf Hannibal. Dieser war beim Tod seines Vaters noch nicht volljährig. Er heiratete am 6. Oktober 1652 Benigna Freiin von Herberstein und lebte auf Schloss Rosegg. Am 19. Januar 1671 erlosch schließlich das Geschlecht der Raitenauer mit dem Tod von Rudolf Hannibal Graf von Raitenau, verstorben zu Langenstein und begraben in der Pfarrkirche von Orsingen.

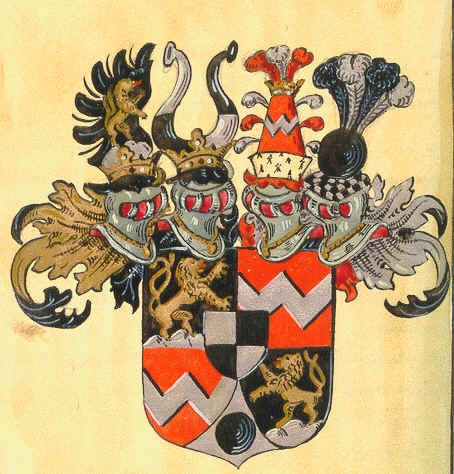
Gemehrtes Wappen der Welsperg von Primör und Raitenau

Das Erbe ging an die Schwester des Rudolf Hannibal, Maria Anna Katharina von Raitenau, verheiratet mit Freiherrn Christoph von Welsperg und Primör. Der älteste Sohn aus dieser Verbindung übernahm 1677 die Herrschaft Langenstein. Die seit 1693 in den Grafenstand erhobenen von Welsperg verkauften Langenstein erst 1826 an Großherzog Ludwig von Baden. Von diesem gelangten die Besitzungen zuerst an seinen Sohn, Graf Ludwig von Langenstein, und 1872 an dessen Neffen, Graf Wilhelm Douglas. Mitglieder dieser ursprünglich aus Schottland stammenden Familie sind heute noch im Besitz dieser ehemaligen Güter der Raitenauer.

## Berühmte Familienmitglieder
- Johann Rudolf von Raitenau, Fürstabt des Klosters Kempten (1507–1523)
- Hans Ulrich I., erzogen in den Klöstern Kempten und Ottobeuren, studierte in Freiburg und Dillingen und wurde Abt im Kloster St. Maximin bei Trier, 1560 Koadjutor und 1570 Fürstabt der Fürstabtei Murbach im Elsass, das mit dem burgundischen Kloster Lüders vereint war († 1587)
- Hans Gaudenz von Raitenau, erhält 1562 die Burg Hofen als österreichisches Lehen und lässt an derselben Stelle in den Jahren 1584/85 das noch heute bestehende Schloss Hofen bei Lochau bauen.
- Wolf Dietrich von Raitenau (1559–1617), Erzbischof von Salzburg (1587–1612)

## Stammliste der Herren und Grafen von Raitenau
NN
1. Hans Werner I. † vor 1525, ⚭ Gertrude von Stadion, ⚭ Elisabeth Rink von Baldenstein
  1. Hans Jakob, 1534 zu Chur
  2. Johann Rudolf, 1507–1523 Fürstabt zu Kempten
  3. Hans Werner II. 1548 oder 1549, ⚭ Margarethe von Sirgenstein
    1. Hans Ulrich I. † 1587, Koadjutor (1560), Fürstabt zu Murbach und Lüders (1570–1587)
    2. Veronika
    3. Christine
    4. Anna
    5. Amalie
    6. Hans Gaudenz, Begründer der Hofener Linie, † 1608, ⚭ Agnes Vogt von Castell und Wartenfels
      1. Hans Werner V., † 1636, ⚭ Veronika Speth von Zwiefalten
      2. Franz Andreas, * 1602, † 1658, ⚭ Dorothea Gräfin von Hohenems

    7. Hans Werner III., * um 1525, † 1593, kauft Schloss Langenstein, ⚭ 1558 Helena von Hohenems, † 1586
    8. Wolf Dietrich, * 1559, † 1617, Erzbischof von Salzburg (1587–1612), ⚭ in einer vermutlich nicht rechtsgültigen Ehe mit Salome Alt (ab 1600 von Altenau), * 1568, † 1633
      1. Hannibal, *1593, † 1616
      2. Helena,
      3. Euphemia, † 1638 ⚭ ⚭ Max Richtersperger, Gegenschreiber zu Wels
      4. Maria Salome, * 1595, † 1605, im Stift Nonnberg mit einem Portraitgrabstein begraben,
      5. Eusebia, † 1624
      6. Cäcilie, am 3. Juni 1620 ⚭ Georg Constantin Grundemann von Falkenberg, † 1662
        1. Georg Constantin,
        2. Adam Anton ⚭ Susanna Katharina Grüber von Grübegg,
        3. Franz Fortunat, Benediktinermönch zu Stift Kremsmünster
        4. Johann Erasmus, † unvermählt in kaiserlichen Kriegsdiensten,
        5. Ferdinand Wilhelm, in einem Donauarm bei Linz ertrunken, 13 Jahre alt,
        6. Ferdinand Adam Rudolf, † als Kind

      7. Anton,
      8. Wolf Dietrich,
      9. Viktor, † 1638 im Freihaus zu Wels, ⚭ am 20. Februar 1634 im Salzburger Dom mit Katharina Götz, Tochter des kurbayerischen Kanzlers zu Burghausen, Dr. Johann Götz
      10. Johann Georg Eberhard,* 1605,† 1675 unter dem Namen Ägidius Benediktinermönch im Stift Kremsmünster,
      11. Susanna

    9. Hans Jakob, * 1562, † 1587, Domherr zu Augsburg und Eichstätt
    10. Jakob Hannibal, * 1563, † 1611, ⚭ 1588 Kunigunde Gremlich von Jungingen, zieht 1600 nach Langenstein
      1. Maria Jakobea, † 1663, ⚭ 1611 Graf Ernst Georg von Hohenzollern-Sigmaringen, † 1625, ⚭ Wolf Dietrich von Raitenau II., ihren Vetter
        1. Maria Renata, aus 2. Ehe, * 1612, ⚭ Hans Christoph von Schellenberg
        2. Polyxenia, Stiftsdame zu Buchenau, † 1635 in Überlingen

      2. Maria Helena, † 1626, ⚭ 1616 Kaspar Bernhard Freiherr und Graf von Rechberg und Rothenlöwen zu Hohenrechberg und Illereichen
        1. acht Kinder, darunter zwei Nonnen im Kloster St. Katharinenthal bei Dießenhofen

      3. zwei früh verstorbene Töchter

    11. Clara, † 1612, ⚭ 1584 Hans Wilhelm Freiherr von Schwendi (Sohn des Lazarus von Schwendi)
    12. Hans Ulrich II., * 1567, † 1622, Deutschordenskomtur
    13. Anna Margareta, 1577, Nonne
    14. Hans Werner IV., * 1571, † Johanniterkomtur
    15. Cäcilie, † 1592, ⚭ 1587 Freiherr Kuen von Belasy zu Lichtenberg und Gartenau
    16. zwei früh verstorbene Söhne namens Marquart
    17. Hans Lienhart, unehelich, 1627 geadelt „von Raitenau“, † 1643
      1. Hans Wilhelm
        1. 1668 vier Kinder genannt

    18. Hans Jakob, + 1591, unehelich, 1627 geadelt „von Raitenau“, Geistlicher
    19. Hans Rudolf, * 1575, † 1633, ⚭ 1599 Maria Sidonia Freiin von Welsperg, † 1646
      1. Wolf Dietrich II., * 1601, † 1639, ⚭ 1627 seine Cousine Maria Jakobea, Witwe des Grafen Georg Ernst von Hohenzollern-Sigmaringen, † 1625
        1. Maria Anna Katharina, * 1631, † 1658, ⚭ 1648 Freiherr Christoph von Welsperg, * 1625, † 1675
          1. 1671: ihre Kinder, insbesondere Guidobald von Welsperg, erben die Herrschaft Langenstein

        2. Rudolf Hannibal, * 1632, † 1671, ⚭ 1652 Benigna Freiin von Herberstein, letzter männlicher Nachfahre der Grafen von Raitenau